# 渡辺健太 (俳優)
渡辺 健太（わたなべ けんた、1986年3月18日 - ）は日本の俳優。なないろ所属。東京都出身。本名は渡邊 健太（読み同じ）。

## 略歴
2002年、高校1年生の時に劇団東俳に所属。芸能界に興味を持つ。2005年、劇団東俳退所後、日本大学芸術学部映画学科演技コースに入学。在学中はダンスサークルBAKUの会にてJAZZDANCEに興味を持ち、2008年にジャパンアクションエンタープライズに入所しアクションを学ぶ。
2009年の夏に、爆裂エンターテイメント集団HIROZの1期生になり、東京都、石川県、静岡県、大阪府の大江戸温泉物語で芝居やパフォーマンスの公演を7年間毎日行う。2016年にHIROZが解散し、フリーで俳優活動を行う。2019年よりなないろに所属し、現在もテレビやCM、映画、舞台などで活動している。

## 人物
- 略字を愛用していたら、渡辺健太が芸名になっていた事に気づく。
- 何でも「とりあえずやってみよう」から始める。色々な事に興味を持ち多趣味。主な情報源はネットニュース。最近はYouTubeを見ながら真似てDIYをやり始める。
- 好きなものは、お酒と辛いもの。そしてアイスが好き。
- ハウスダストとダニ、花粉のアレルギーがあり、アレルギー持ちのため掃除好きな一面がある。
- 学生の頃、ケンタッキーフライドチキンで7年働いていた経験があり、いつかケンタッキーのCMに出演することを目指している。

## 出演作品

### 舞台
- 「HIROZ」（2009年～2016年）
- 「やっぱりカフェが好き」（2015年8月26日～30日、アカルスタジオ）
- 「千日前フェス」（2015年9月19日、味園ユニバース）ゲスト出演
- 「Mother」（2015年9月22日、サンケイホールブリーゼ ）
- 「心は孤独なアトム」（2015年10月22日～25日、シアターグリーンBIG TREE THEATER）
- 「心は孤独なアトム」（2015年11月14日～15日、ABCホール）
- 「スタッフロール」（2015年12月15日～20日、劇場MOMO）
- 「女の子ものがたり」「ぼくんち」（2016年1月23日～24日、ABCホール）
- 「女の子ものがたり」「ぼくんち」（2016年2月3日～7日、東京芸術劇場シアターウエスト）
- 「スタッフロール」（2016年4月29日～5月1日、インディペンデントシアター）
- 「コメディカルナイト」（2016年6月8日～12日、新宿シアターモリエール）
- 「劇団美川」（2016年10月22日～23日）ゲスト出演
- 「女優」（2016年11月26日～27日、STスポット横浜）
- 「覇道ナクシテ、泰平ヲミル【護王司馬懿編】」（2017年1月27日～29日、ABCホール）
- 「暁!三國学園」（2017年2月17日～19日、大阪市立芸術創造館）
- 「花魁の首」（2017年7月12日～17日、新宿村LIVE）
- 「結婚の条件」（2017年9月13日～18日、新宿シアターモリエール）
- 「Re:BIRTH」（2018年1月31日～2月4日、シアターグリーンBIG TREE THEATER）
- 「SWORDROCKER」（2018年6月1日～3日、HEP HALL）
- 「夏の魔球'18」（2018年7月4日～5日、なんばグランド花月）
- 「GOLDENSTEPS 25thAnniversary MANO2018」（2018年7月14日、カメリアホール）ゲスト出演
- 「流れる雲よ」（2018年8月15日～19日、六行会ホール）
- 「六本木香和」（2019年7月19日）ゲスト出演
- 「PiratesOfSunsetCruise」遊覧船海賊ショー（2019年8月17日､24日､31日､9月14日､21日、箱根芦ノ湖）
- 「幻想～UnRave～」（2019年、すんぷ夢ひろば）ゲスト出演

### テレビ番組
- 炎神戦隊ゴーオンジャー（2008年、 テレビ朝日） - ウガッツ 役
- GIVE&TAKE（2012年、フジテレビ） - レギュラー出演
- AMAZING BANG FRONT＃5（2013年、テレビ朝日） - 会社員 役
- 踊る!さんま御殿!!（2019年、日本テレビ） - 会社員 役
- 0.1%の奇跡!逆転無罪ミステリー（2019年、テレビ東京）
- ウルトラマンタイガ（2019年、テレビ東京） - 学生 役
- 人気芸能人にイタズラ! 仰天ハプニング○連発（2020年、フジテレビ） - 忍者 役
- Mr.サンデー（2020年、フジテレビ） - 犯人 役
- クイズ!THE違和感（2020年、TBS） - 従業員 役
- 爆報! THE フライデー 振り込め詐欺ネタ・25年ぶり再会ネタ（2020年、TBS） - 父親 役
- 爆報! THE フライデー 防犯カメラネタ （2020年、TBS） - 警察官 役
- この差って何ですか?吉野家有楽町店ネタ（2020年、TBS）
- 爆報! THE フライデー 吉田悠軌ネタ・ぁみネタ・競売物件ネタ「この差って何ですか？」余計な一言を言われてイラっとした経験のある人（2020年、TBS）
- 爆報! THE フライデー 都市伝説ネタ（2020年、TBS）
- 爆報! THE フライデー 大島てるネタ（2020年、TBS） - 工作太郎 役
- 行列のできる法律相談所 岡田准一ネタ (2020年、日本テレビ） - AD 役
- 行列のできる法律相談所 飯豊まりえネタ (2020年、日本テレビ） - 芸人 役
- 行列のできる法律相談所 クリスマス懺悔スペシャル（2020年、日本テレビ）
- うわっ!ダマされた大賞2020（2020年、日本テレビ)
- ザ!世界仰天ニュース（2020年、日本テレビ) - 会社員 役
- ウルトラマンZ（2020年、テレビ東京） - 隊員 役
- 超かわいい映像連発!どうぶつピース!!（2020年、テレビ東京） - 彼氏 役
- 芸能人が本気で考えた!ドッキリGP（2020年、テレビ朝日）
- 密告はうたう 警視庁監察ファイル（2021年、WOWOW）
- 笑いの王者が大集結！ドリーム東西ネタ合戦2021 陣内智則 デアゴスティーニ 週刊ロビネタ（2021年、TBS） - 父親 役

### テレビドラマ
- コンフィデンスマンJP（2018年、フジテレビ） - 警官 役
- メゾンドポリス（2019年、TBS） - 鑑識 役
- 時効警察はじめました（2019年、テレビ朝日） - 救急隊員 役
- オトナの土ドラ 13（2020年、東海テレビ）
- 竜の道（2020年、関西テレビ） - 会社員 役
- そのご縁、お届けします-メルカリであったほんとの話-（2020年 TBS） - 会社員 役

### 映画
- 追捕 MANHUNTアクション（2017年） - 警備兵 役
- 銀魂堂本剛さん一部吹き替え‐（2017年） - 鬼兵隊役・船員 役
- 帝一の國（2017年） - 学生 役
- 銀魂2（2018年） - 真選組役・鬼兵隊役
- 極道の紋章 レジェンド（2020年） - 組員 役

### CM
- ノーベル製菓 サワーズグミ（2019年） - 怪人カメカメ 役
- KDDI新プラン（2020年） - 通行人 役
- NTTドコモ（2020年） - 高校生 役
- フルナーゼ（2020年） - お父さん 役
- 三菱テクノロジーズ（2020年） - 会社員 役
- ユーキャン（2020年） - 会社員 役
- xDrive（2020年） - 選手 役
- Green（2020年） - 就活生 役
- アシックス（2020年） - 会員 役
- アフラック（2020年） - 会社員 役
- めざましどようびインフォマーシャル（2021年） - 父親 役

### 広告
- アクシス株式会社「すべらないキャリアエージェント」（2020年）
- NTTラーニングシステムズ株式会社「ハラスメントVR動画」（2020年） - 会社員 役
- 「JR変電所火災」再現ドラマ （2020年） - 作業 役
- 「東京都ロボットショーケース事業 竹芝実証」（2020年） - 会社員 役
- 日本コカ・コーラ株式会社「SPACE COUNT DOWN」年末カウントダウン企業広告（2020年）
- 政府インターネットテレビ「子供の転落事故」（2021年） - 父親 役
- 清水運輸株式会社（2021年） - 社員 役
- Panasonic「ナノイーX」エアコンシリーズPR動画 （2021年） - 父親 役
- 製薬会社「Bio」（2021年）
- 株式会社日立製作所「HSIF」キャスト（2021年）
- ヤマト運輸 WEBドラマ（2021年）

### DVD
- 「心霊闇動画」49・50・51 (2020年)
- 日経DVD「アサーション」(2020年)

### 製作映画
- 大学生卒業制作映画「Dead man」(2020年)

### ラジオドラマ
- 「前田亘輝YOU達HAPPY」寺井役 300回記念（2017年1月2日）